# Dècada del 950

## Esdeveniments
- Primer rei de l'Anglaterra unida (després de la mort del rei de Noruega)
- Epidèmia de pesta a Europa
- Caos a Mongòlia

## Personatges destacats
- Agapit II
- Constantí VII
- Hug el Gran
- Papa Joan XII